# Властіміл Янса
Властіміл Янса (чеськ. Vlastimil Jansa; 27 листопада 1942, Прага) — чеський шахіст, гросмейстер від 1974 року.

## Шахова кар'єра
Янса навчився грати в шахи у вісім років, коли лежав у лікарні, а в чотирнадцять років став чемпіоном Праги серед юнаків. 1959 року фінішував другим на чемпіонаті Чехословаччини серед юніорів. Закінчив Карлів університет у Празі за спеціальністю спортивні науки, перед тим ставши професійним військовим і досягнувши звання капітана. Шахам навчався під опікою міжнародного майстра Еміля Ріхтера (1894—1971).
Глибокий і оригінальний мислитель, Янса був одним з провідних гравців Чехії протягом багатьох років, збираючи досвід набутий у багатьох видах шахової діяльності. Представляв свою країну на багатьох шахових олімпіадах. 1982 року завоював срібло в командному заліку. Також був тренером і автором книг та теоретичних статей.
Набув прекрасної репутації як тренер. У 1970-х роках розробив тест, за допомогою якого можна було виміряти талант молодих гравців. Серед його учнів можливо найвідомішим є найсильніший (станом на січень 2008) гравець Чехії Давид Навара. Янса також тренував збірну Люксембургу.
Разом з міжнародним майстром Йозефом Прібулом є одним з творців дебютної системи, відомої під назвою 'чеський Пірц'. Дебют вирізняється раннім c6 і пропонує чорним можливість для більшої гнучкості, для того, щоб сформулювати відповідний план, як тільки білі розкриють свою стратегію.
Неодноразово ставав переможцем міжнародних турнірів, одноосібно посівши або поділивши перше місце в таких містах, як: Червени Костелець 1959, Прага 1968, Мадонна-ді-Кампільйо 1973, Амстердам (турнір IBM) 1974, Врнячка Баня 1981, Трнава 1982, Борґарнес 1985, Гаусдал 1987 (і двічі 1988), Баденвайлер 1990, Манстер 1992 і Лазне Богданєц 1997. Посів друге місце в Зінновіці в 1964 році.
Постійний учасник чемпіонату Чехословаччини. Ставав чемпіоном у 1964, 1974 і 1984 роках. До поділу на Чехію і Словаччину в 1993 році закінчив на перших трьох місцях не менш як у чотирнадцятьох випадках. У 21-му столітті продовжує активно грати в шахи і завоював срібну медаль на чемпіонаті світу серед ветеранів 2006 року в Арв'є, пропустивши вперед лише Віктора Корчного.
Властіміл Янса був удостоєний звання міжнародний майстер у 1965 році, а 1974 року став гросмейстером.
Найвищий рейтинг Ело мав станом на 1 січня 1975 року, досягнувши 2540 пунктів, ділив тоді 36-41-ше місця в рейтинг-листі ФІДЕ, водночас посідав 3-тє місце (позаду Властіміла Горта і Яна Смейкала) серед чехословацьких шахістів.

## Часткова бібліографія
- Dynamics of Chess Strategy — Jansa (Batsford, 2003)
- How To Play The Pirc; A New System For Black — Jansa & Pribyl (Münster International, 1988)
- The Best Move — Hort & Jansa (Pitman, 1980)

## Зміни рейтингу
| На цьому місці має відображатися графік чи діаграма, однак з технічних причин його відображення наразі вимкнено. Будь ласка, не видаляйте код, який викликає це повідомлення. Розробники вже працюють для того, щоби відновити штатне функціонування цього графіка або діаграми. | |
| | На цьому місці має відображатися графік чи діаграма, однак з технічних причин його відображення наразі вимкнено. Будь ласка, не видаляйте код, який викликає це повідомлення. Розробники вже працюють для того, щоби відновити штатне функціонування цього графіка або діаграми. |